# 黎錚
黎錚（越南语：／；1467年4月1日—1500年陰曆10月），越南後黎朝黎聖宗的六儿子，母亲阮才人（1444年－1479年）)，他于1471年获封为福王。1486年迎娶郑氏为元配，1494年又迎娶刘氏为妻。1500年阴历10月卒，年33，谥号懿康。

## 文化創作
他和他父亲一样，也很会写诗。